# Liste der Baudenkmäler in Postbauer-Heng
Auf dieser Seite sind die Baudenkmäler in dem Oberpfälzer Markt Postbauer-Heng zusammengestellt. Diese Tabelle ist eine Teilliste der Liste der Baudenkmäler in Bayern. Grundlage ist die Bayerische Denkmalliste, die auf Basis des Bayerischen Denkmalschutzgesetzes vom 1. Oktober 1973 erstmals erstellt wurde und seither durch das Bayerische Landesamt für Denkmalpflege geführt wird. Die folgenden Angaben ersetzen nicht die rechtsverbindliche Auskunft der Denkmalschutzbehörde.
 Die Liste gibt den Fortschreibungsstand vom 27. März 2018 wieder und umfasst neunzehn Baudenkmäler.

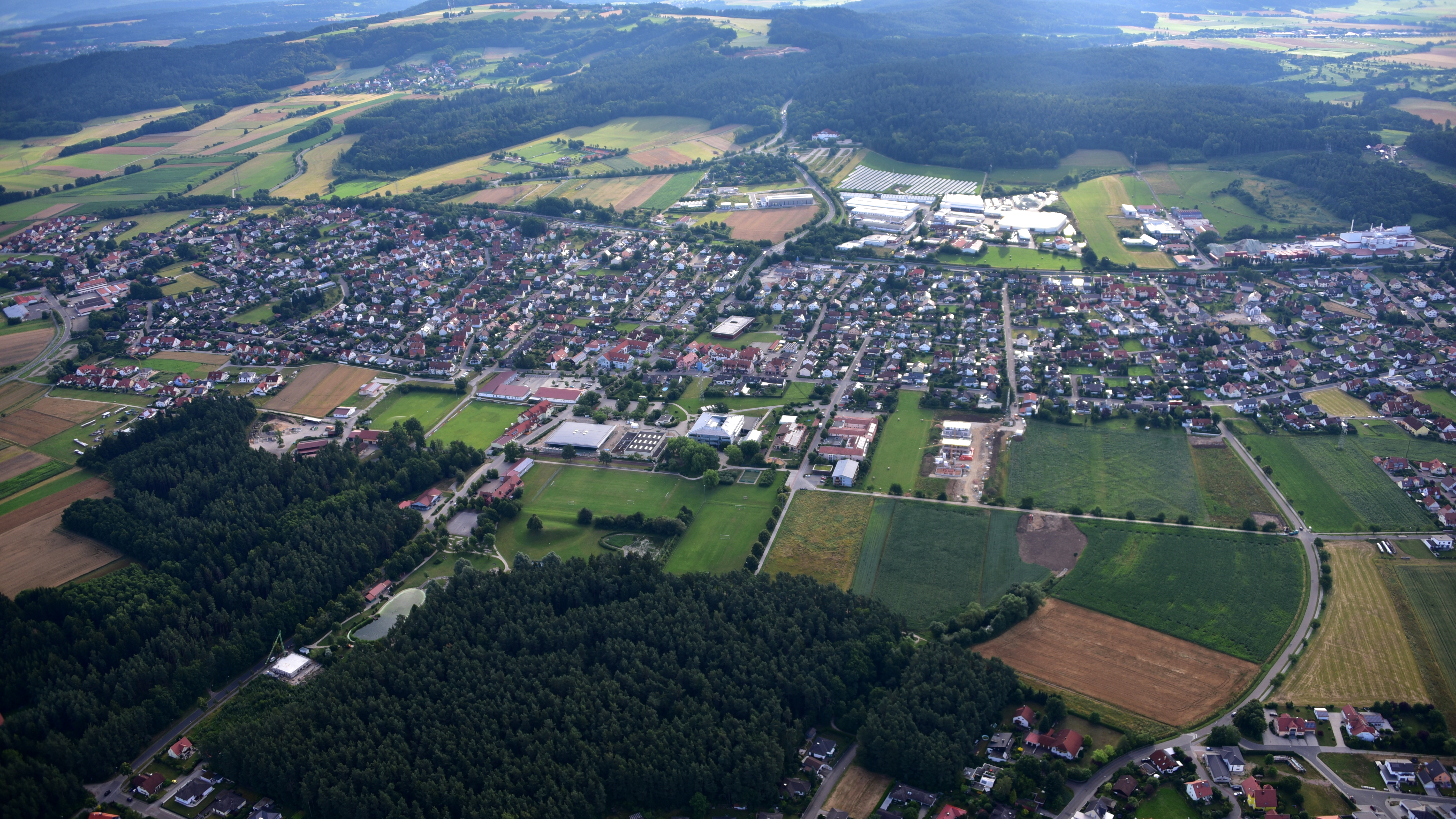
Postbauer-Heng aus der Luft

## Baudenkmäler nach Ortsteilen

### Postbauer-Heng
| Lage                                     | Objekt                                                                                  | Beschreibung | Akten-Nr.     | Bild           |
| ---------------------------------------- | --------------------------------------------------------------------------------------- | --- | ------------- | -------------- |
| Bahnhofstraße 13 (Standort)              | Bahnhof der Linie Regensburg–Nürnberg, Empfangsgebäude                                  | Zweigeschossiger und traufständiger Flachsatteldachbau mit Mittelrisaliten, Werksteingliederungen in Granit und Perron-Vordach, 1871. Im Juni 2018 brannte der Dachstuhl aus, während das Gebäude wegen Restaurierungsarbeiten unbewohnt war. | D-3-73-155-27 | weitere Bilder |
| Ezelsdorfer Straße (Standort)            | Grenzstein Nr. 278 des Deutschordenspflegamts Postbauer                                 | mit Deutschordenskreuz, Granit, wohl 18. Jahrhundert | D-3-73-155-29 | BW             |
| Ezelsdorfer Straße 1 (Standort)          | Katholische Filialkirche und ehemalige Deutschordenspflegamts-Kirche St. Johann Baptist | Saalbau mit eingezogener Apsis, Giebelturm mit Zwiebelhaube, Säulenportal und Putzrahmungen, 1722/24, nach Kriegszerstörung 1945 erneuert 1951; mit Ausstattung.                                                                              | D-3-73-155-1  | weitere Bilder |
| Ezelsdorfer Straße 5 (Standort)          | Ehemaliges Deutschordenshaus                                                            | Zweigeschossiger und traufständiger Satteldachbau mit runden Ecktürmen, 1722–24. | D-3-73-155-2  | weitere Bilder |
| Hauptstraße 8, Sartoriusweg 1 (Standort) | Kapelle St. Maria                                                                       | Offenes Gehäuse mit Walmdach und Fußwalm, 1834 als Hofkapelle des Gasthofes Postbauer errichtet; mit Ausstattung. | D-3-73-155-26 | BW             |
| Neumarkter Straße 39 (Standort)          | Ehemaliges Schulhaus                                                                    | Zweigeschossiger Walmdachbau, 1810. | D-3-73-155-8  | BW             |
| Neumarkter Straße 44 (Standort)          | Ehemaliges Wohnstallhaus                                                                | Eingeschossiger Steildachbau mit verputztem Fachwerkgiebel, um 1800. | D-3-73-155-24 | BW             |
| Neumarkter Straße 54 (Standort)          | Katholische Filialkirche St. Jakob                                                      | Saalbau mit eingezogenem Polygonalchor und Fassadenturm, Neubau des 15. Jahrhunderts anstelle eines Vorgängerbaus von 1037 (Weihe 1068), 1880–82 mit neugotischem Turm nach Westen erweitert; mit Ausstattung.                                | D-3-73-155-6  | weitere Bilder |

### Brandmühle
| Lage                    | Objekt                   | Beschreibung                                        | Akten-Nr.    | Bild |
| ----------------------- | ------------------------ | --------------------------------------------------- | ------------ | ---- |
| Brandmühle 1 (Standort) | Ehemaliges Mühlengebäude | Zweigeschossiger Steilwalmdachbau, 18. Jahrhundert. | D-3-73-155-4 | BW   |

### Buch
| Lage               | Objekt                             | Beschreibung                                                                                             | Akten-Nr.    | Bild           |
| ------------------ | ---------------------------------- | --- | ------------ | -------------- |
| Buch 36 (Standort) | Dorfkapelle St. Antonius von Padua | Traufständiger, abgewalmter Satteldachbau mit Glockendachreiter und Zwiebelhaube, 1784; mit Ausstattung. | D-3-73-155-5 | weitere Bilder |

### Kemnath
| Lage                     | Objekt                  | Beschreibung                                                                                 | Akten-Nr.     | Bild                    |
| ------------------------ | ----------------------- | -------------------------------------------------------------------------------------------- | ------------- | ----------------------- |
| Henger Straße (Standort) | Dorfkapelle St. Maria   | Giebelständiger Satteldachbau mit Glockendachreiter und Zwiebelhaube, 1740; mit Ausstattung. | D-3-73-155-9  | weitere Bilder          |
| Kapellenweg 8 (Standort) | Ehemaliger Wohnstallbau | Eingeschossiger und traufständiger Steildachbau mit Fachwerkgiebel, Anfang 19. Jahrhundert.  | D-3-73-155-11 | Ehemaliger Wohnstallbau |

### Pavelsbach
| Lage                        | Objekt                                                            | Beschreibung | Akten-Nr.     | Bild                 |
| --------------------------- | ----------------------------------------------------------------- | --- | ------------- | -------------------- |
| Am Friedhof 1 (Standort)    | Katholische Friedhofs- und ehemalige Wallfahrtskirche St. Cäcilia | Saalbau mit eingezogener gerade schließender Apsis und Westturm mit Spitzhelm, gotisch, 1552 zerstört, Wiederaufbau mit Turm 1602, Neuweihe 1682.                 | D-3-73-155-16 | weitere Bilder       |
| Cäciliastraße 12 (Standort) | Ehemaliges Schulhaus                                              | Zweigeschossiger und traufständiger Satteldachbau mit Putzrahmungen, 1880; ehemaliger Stadel, zweigeschossiger Satteldachbau mit Fachwerkgiebel, 19. Jahrhundert. | D-3-73-155-17 | Ehemaliges Schulhaus |
| Leonhardstraße 6 (Standort) | Katholische Pfarrkirche (Expositur?) St. Leonhard                 | Saalbau mit gotischem Chorturm von 1438, Langhaus, 1736; mit Ausstattung.                                                                                         | D-3-73-155-20 | weitere Bilder       |
| Ludwigstraße 23 ()          | Ehemaliges Wohnstallhaus, sogenanntes Fleischmichlhaus            | eingeschossiges Oberpfälzer Bänderhaus mit steilem Satteldach und aufgeputzten Eckquadern, 18./19. Jahrhundert; seit 2002 Dorfmuseum                              | D-3-73-155-28 |                      |
| Ludwigstraße 25 (Standort)  | Ehemaliger Wohnstallbau                                           | Eingeschossiger und giebelständiger Satteldachbau mit Fachwerkgiebeln, 18. Jahrhundert.                                                                           | D-3-73-155-21 | BW                   |
| Cäciliafeld (Standort)      | Steinkreuz, sogenanntes Schwedenkreuz                             | Lateinisches Kreuz mit breitem Stamm und kurzen Armen, Keupersandstein, wohl spätmittelalterlich.                                                                 | D-3-73-155-25 | weitere Bilder       |
| Geißfeld (Standort)         | Steinkreuz, sogenannter Raubaus- oder Raubeinstein                | Mächtiges griechisches Kreuz, rechter Arm fehlt, wohl spätmittelalterlich.                                                                                        | D-3-73-155-15 | weitere Bilder       |
| Klosterweg (Standort)       | Steinkreuz in Form eines Tatzenkreuzes mit abgewittertem Relief   | Wohl spätmittelalterlich. | D-3-73-155-18 | weitere Bilder       |

## Ehemalige Baudenkmäler
In diesem Abschnitt sind Objekte aufgeführt, die früher einmal in der Denkmalliste eingetragen waren, jetzt aber nicht mehr. Objekte, die in anderem Zusammenhang also z. B. als Teil eines Baudenkmals weiter eingetragen sind, sollen hier nicht aufgeführt werden. Aktennummern in diesem Abschnitt sind ehemalige, jetzt nicht mehr gültige Aktennummern.

| Lage                                            | Objekt                  | Beschreibung     | Akten-Nr.     | Bild |
| ----------------------------------------------- | ----------------------- | ---------------- | ------------- | ---- |
| Köstlbach Schrampen, an der Straße nach Heng () | Sogenanntes Rotes Kreuz | 19. Jahrhundert. | D-3-73-155-14 |      |

## Abgegangene Baudenkmäler
In diesem Abschnitt sind Objekte aufgeführt, die früher einmal in der Denkmalliste eingetragen waren, jetzt aber nicht mehr existieren, z. B. weil sie abgebrochen wurden. Aktennummern in diesem Abschnitt sind ehemalige, jetzt nicht mehr gültige Aktennummern.

| Lage                                | Objekt                     | Beschreibung                                                                            | Akten-Nr.     | Bild |
| ----------------------------------- | -------------------------- | --------------------------------------------------------------------------------------- | ------------- | ---- |
| Kemnath Hofweg 5 (Standort)         | Zugehöriger Fachwerkstadel | Mit durchgehender Lüftungsgaupe am Satteldach, 18./19. Jahrhundert.                     | D-3-73-155-10 | BW   |
| Köstlbach Köstlbach 3 (Standort)    | Bauernhaus                 | Wohnstallbau mit Putzbänderung, Mitte 19. Jahrhundert.                                  | D-3-73-155-12 | BW   |
| Köstlbach Köstlbach 9 (Standort)    | Ehemaliges Wohnstallhaus   | Zweigeschossiger und giebelständiger Frackdachbau, Mitte 19. Jahrhundert.               | D-3-73-155-13 | BW   |
| Pavelsbach Simonstraße 3 (Standort) | Bauernhaus                 | Wohnstallbau mit verputztem Fachwerkgiebel, 18. Jahrhundert. Offensichtlich abgerissen. | D-3-73-155-23 | BW   |